# Michaił Łukin
Michaił Fiodorowicz Łukin (ros. Михаил Фёдорович Лукин, ur. 6 listopada?/18 listopada 1892 w Połuchtinie, zm. 25 maja 1970 w Moskwie) – radziecki wojskowy, generał porucznik.

## Życiorys
Urodził się we wsi Połuchtino w obwodzie twerskim, w rodzinie chłopskiej. Ukończył 5 klas szkoły ludowej.
W 1913 roku powołany do armii rosyjskiej. Walczył na Froncie Zachodnim. W 1916 roku ukończył moskiewską szkołę chorążych. Za zasługi bojowe awansowany do stopnia porucznika. Był dowódcą kompanii w 4 Nieświeżskim Pułku Grenadierów.
Po wybuchu rewolucji październikowej wstąpił w 1917 roku do Gwardii Czerwonej, a w 1918 roku do Armii Czerwonej. W 1918 roku ukończył kurs zwiadowców Naczelnego Dowództwa Armii Czerwonej. Brał udział w walkach na Froncie Południowym pod Carycynem przeciwko wojskom gen. Denikina oraz na Froncie Zachodnim przeciwko oddziałom polskim. W 1919 roku wstąpił do Rosyjskiej Partii Komunistycznej (bolszewików). Pełnił kolejno funkcje: dowódcy batalionu zapasowego, pomocnika szefa sztabu dywizji, dowódcy pułku strzeleckiego i brygady w 37 Dywizji Strzeleckiej, a potem dowódcy 95 pułku strzelców i 33 Brygady Strzeleckiej w 11 Piotrogrodzkiej Dywizji Strzelców.
Po zakończeniu wojny domowej od sierpnia 1921 roku w sztabie Armii Czerwonej, następnie od grudnia 1921 roku komendant 92 Kursu Piechoty w Łubniach. Po rozwiązaniu szkoły od października 1922 roku pomocnik dowódcy 23 Dywizji Strzeleckiej Ukraińskiego Okręgu Wojskowego w Charkowie. W marcu 1923 roku mianowany szefem sztabu 7 Włodzimierowskiej Dywizji Strzeleckiej. Od listopada 1924 roku szef wydziału uzbrojenia i uzupełnień oddziałów sztabu Ukraińskiego Okręgu Wojskowego. W 1925 roku ukończył  wyższy kurs dowódców przy Akademii Wojskowej im. M. Frunzego. Od czerwca 1927 naczelnik 1 wydziału Głównego Dowództwa Armii Czerwonej.
W styczniu 1929 roku został dowódcą 23 Charkowskiej Dywizji Strzeleckiej, a w 1935 roku komendantem garnizonu moskiewskiego. W lipcu 1937 roku zwolniony ze stanowiska pozostawał w dyspozycji Naczelnego Dowództwa Armii Czerwonej, jednocześnie był oskarżany o „powiązanie z wrogami ludu”. W grudniu 1937 został skierowany do Nowosybirska, gdzie początkowo był zastępcą szefa sztabu, a następnie szefem sztabu Syberyjskiego Okręgu Wojskowego. W grudniu 1939 roku został zastępcą dowódcy Syberyjskiego Okręgu Wojskowego.
W czerwcu 1940 roku został dowódcą 16 Armii w Syberyjskim Okręgu Wojskowym. Po ataku Niemiec na ZSRR, dowodzono przez niego armia  została włączona do odwodu Naczelnego Dowództwa. Następnie wzięła udział w walkach obronnych w rejonie Smoleńska, została okrążona, po krwawych walkach przerwała okrążenie w dniu 2 sierpnia 1941 roku.
Po wyjściu z okrążenia w dniu 8 sierpnia 1941 roku został mianowany dowódcą 20 Armii dowodząc nią w czasie walk w rejonie Jarcewa w trakcie walk o Smoleńsk.
W dniu 10 września 1941 roku został dowódcą 19 Armii, walczącej na kierunku smoleńskim. W październiku 1941 roku w trakcie ofensywy niemieckiej na Moskwę dowodzona przez niego armia została okrążona na zachód od Wiaźmy, otoczone tam również zostały 20, 24 i 32 Armia. Rozkazem Naczelnego Dowództwa został wyznaczony dowódcą okrążonych wojsk i otrzymał rozkaz przerwania okrążenia w rejonie miasta Gżatska. W dniu 14 października 1941 roku w czasie walk o wyjście z okrążenia został ciężko ranny, stracił nogę i dostał się do niewoli niemieckiej.
Od października 1941 roku do 1943 roku przebywał w niemieckich szpitalach, początkowo na terenie ZSRR, a później na terenie Niemiec. Był namawiany do współpracy z gen. Własowem, lecz odmówił i w związku z tym od 1943 roku przebywał w niemieckich obozach. W dniu 29 kwietnia 1945 roku został uwolniony ze Stalagu VIIA w Moosburgu przez wojska amerykańskie.
Przez Amerykanów został w przewieziony do Paryża, a następnie w maju 1945 roku powrócił do Moskwy. Od maja do grudnia 1945 roku był w dyspozycji NKWD, które prowadził dochodzenie w jego sprawie. Oczyszczony z wszelkich zarzutów został przywrócony do służby, pozostając w dyspozycji Naczelnego Dowództwa. Odznaczony wtedy został Orderem Lenina.
W związku ze stanem zdrowia w listopadzie 1946 roku został przeniesiony do rezerwy. Mieszkał w Moskwie, gdzie zmarł. Pochowany został na Cmentarzu Nowodziewiczym w Moskwie.
Dekretem Prezydenta Federacji Rosyjskiej z dnia 1 października 1993 roku pośmiertnie został wyróżniony tytułem Bohatera Federacji Rosyjskiej za bohaterstwo i odwagę w czasie II wojny światowej.

## Awanse
- generał porucznik (04 czerwca 1940)

## Odznaczenia
- Bohater Federacji Rosyjskiej (pośmiertnie, 1993)
- Order Lenina (1946)
- Order Czerwonego Sztandaru (pięciokrotnie –  1921, 1925, 1941, 1946, 1947)
- Order Czerwonego Sztandaru Pracy (1932)
- Order Czerwonej Gwiazdy (1967)
- Medal „Za zwycięstwo nad Niemcami w Wielkiej Wojnie Ojczyźnianej 1941–1945”
- Medal jubileuszowy „Dwudziestolecia zwycięstwa w Wielkiej Wojnie Ojczyźnianej 1941–1945”
- Medal jubileuszowy „XX lat Robotniczo-Chłopskiej Armii Czerwonej”
- Medal jubileuszowy „30 lat Armii Radzieckiej i Floty”
- Medal jubileuszowy „40 lat Sił Zbrojnych ZSRR”
- Medal jubileuszowy „50 lat Sił Zbrojnych ZSRR”
- Order Świętego Włodzimierza IV klasy (armia carska)
- Order Świętej Anny IV klasy (armia carska)
- Order Świętego Stanisława (Rosja) III klasy (armia carska)